# چانگچوخا دزونگ (بوتان)
چانگچوخا دزونگ (به لاتین: Changchukha Dzong) یک منطقهٔ مسکونی در بوتان (کشور) است که در Trongsa District واقع شده‌است.
 چانگچوخا دزونگ   ۲٬۶۵۶ متر بالاتر از سطح دریا واقع شده‌است.